# San Nicolás Cuerunero
San Nicolás Cuerunero är en ort i Mexiko.   Den ligger i kommunen Yuriria och delstaten Guanajuato, i den centrala delen av landet, 240 km väster om huvudstaden Mexico City. San Nicolás Cuerunero ligger 1 756 meter över havet och antalet invånare är 173.
Terrängen runt San Nicolás Cuerunero är huvudsakligen kuperad, men österut är den platt. Runt San Nicolás Cuerunero är det ganska tätbefolkat, med 214 invånare per kvadratkilometer. Närmaste större samhälle är Valle de Santiago, 17,0 km norr om San Nicolás Cuerunero. I omgivningarna runt San Nicolás Cuerunero växer huvudsakligen savannskog.